# Wolfgang Radnai

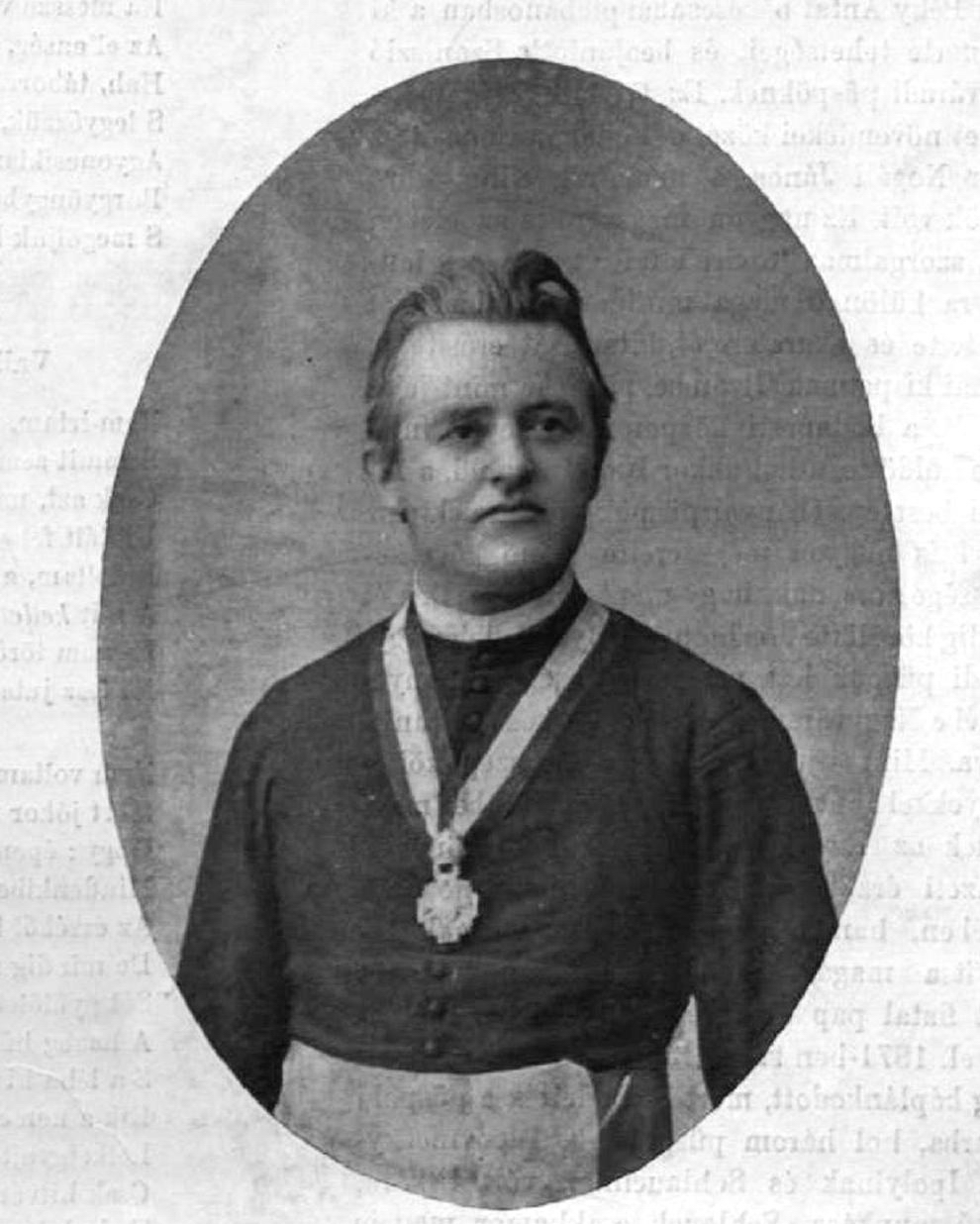

Wolfgang Radnai, ungarisch Farkas Radnai, (* 25. März 1848 in Chișineu-Criș, Kaisertum Österreich (heute Rumänien) als Wolfgang Rillhammer; † 14. Oktober 1935 in Sümeg, Königreich Ungarn) war ein römisch-katholischer Geistlicher.
Radnai besuchte das Gymnasium in Nagyvarad und studierte Katholische Theologie in Pest. Radnai wurde am 13. August 1871 zum Diakon und drei Tage später zum Priester geweiht. 1872 änderte er seinen Namen auch in Radnai. Papst Leo XIII. ernannte ihn am 16. Dezember 1901 zum Titularbischof von Europus und Weihbischof in Oradea Mare. Lőrinc Schlauch, Bischof von Oradea Mare, weihte ihn am 25. Januar 1902 in der Seminarkapelle in Budapest zum Bischof. Mitkonsekratoren waren Károly Hornig, Bischof von Veszprém, und Kalman Belopotoczky, Militärbischof von Österreich.
Papst Pius X. ernannte ihn am 11. Juli 1904 zum Bischof von Banská Bystrica. Am 27. September 1904 wurde er als Bischof inthronisiert.
Nach dem Zerfall Ungarns wurde er mehrere Wochen interniert und am 25. März 1919 von der tschechoslowakischen Regierung nach Ungarn deportiert, wo er bis zu seinem Tod 1935 in der Sommerresidenz des Bischofs von Veszprém in Sümeg lebte. Am 16. Dezember 1920 nahm Papst Benedikt XV. seinen Rücktritt als Bischof an und ernannte ihn zum Titularerzbischof von Axomis.